# 宝诗龙
宝诗龙，是法国一家顶级珠宝和腕表制造商，由设计师Boucheron于1858年创建的品牌。现隶属于开云集团，是一个国际化的奢侈品牌。

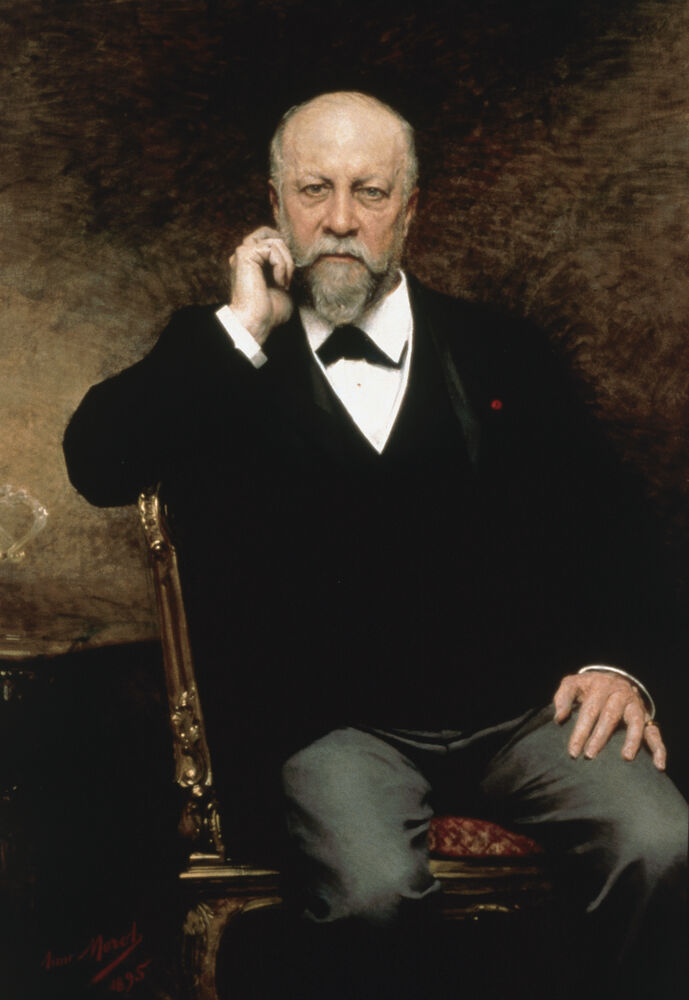
創辦人Frederic Boucheron

Boucheron是法國開雲集團的珠寶公司。1858年，年僅28歲的設計師Boucheron成立了自己的品牌，併在巴黎最時尚的皇家宮殿區開設精品店，設計了許多貴重的珠寶首飾、腕表和香水。21世紀，Boucheron堅持品牌獨特的傳統內涵，成為大膽奢華的現代珠寶首飾的代名詞。
1893年，Boucheron遷往巴黎的凡登廣場，成為首先在此地開業的珠寶品牌之一,店址所在的廣場26號，曾是法蘭西第二帝國名媛Castiglione伯爵夫人的宅邸。創立伊始，Boucheron 即受到名流顯貴的青睞，事業因而蒸蒸日上。俄國女沙皇、法國女演員Sarah Bernhardt、美國百萬富婆Mackay和Vanderbilt、Polignac伯爵夫人、Lady Curzon都曾是Boucheron的客戶。
Boucheron總是掌握著時代脈動，從俄國芭蕾、立體派、裝飾藝術、非洲藝術和普普藝術中汲取靈感。Boucheron的輝煌事業不斷前進，其獨一無二的設計的工藝又征服了索菲亞·羅蘭，妮可·基德曼，朱麗安·摩爾，蘇珊·薩蘭登等世界巨星，也獨受Patiala印度土邦主，伊朗國王(Shah Riza of Iran) ，及英國、保加利亞和埃及皇室的青睞。
現如今，Boucheron成為一個國際化品牌，在歐洲、俄羅斯、美國、日本、南韓和中國以及臺灣等地開設精品店。Boucheron是世界上為數不多的始終保持高級珠寶和腕表精湛的製作工藝和傳統風格的珠寶商之一。

## 宝诗龙在中国大陆
2018年1月25日，Boucheron宝诗龙中国大陆首家精品店入驻上海恒隆广场，之前的代理商店已被收回。宝诗龙全球执行总裁Hélène Poulit-Duquesne携品牌高层出席开幕活动，并宣布周冬雨成为大中华区代言人。